# 479

## Esdeveniments
- Constantinoble: Esclata una revolta a la ciutat i l'emperador Zenó queda assetjat. El seu cònsol Il·los aconsegueix sufocar el complot.[1]
- Ambrosi Aurelià, líder de la guerra dels romano-britànics, és proclamat rei dels britànics (segons Historia Regum Britanniae).[2]

## Necrològiques
- Troyes (Gàl·lia): Sant Llop de Troyes, bisbe de la ciutat.